# Simon Parke
Pour les articles homonymes, voir Parke.
Simon Parke, né le 10 août 1972 à Oakham, est un joueur professionnel de squash représentant l'Angleterre. Il atteint la 3e place mondiale en octobre 2000, son meilleur classement.
Il est champion du monde junior en 1990.

## Biographie
A l'âge de dix ans, il décide de devenir joueur professionnel de squash et à l'âge de 16 ans, il devient effectivement professionnel comme son ami d'enfance Peter Marshall.
Comme joueur professionnel, il rentre dans le top 20 en 1991 et dans le top 10 en 1995. En décembre 1995, il est diagnostiqué d'un cancer des testicules et subit une intervention chirurgicale en janvier 1996, suivie par un traitement incluant de la chimiothérapie. Il retourne sur le circuit professionnel tout juste quatre mois après l'intervention chirurgicale.
Simon Parke fait partie de l'équipe d’Angleterre championne du monde par équipes en 1995 et 1997. Il gagne également l'US Open en 1999 et les championnats britanniques en 1998.

## Palmarès

### Titres
- US Open : 1999
- Malaysian Open : 1995
- Championnats britanniques : 1998
- Championnats du monde junior : 1990
- Championnats du monde par équipes : 2 titres (1995, 1997)
- Championnats d'Europe par équipes : 9 titres (1991, 1993, 1995, 1998−2001, 2003, 2005)

### Finales
- US Open : 3 finales (1995, 1997, 2000)
- Championnats britanniques : 3 finales (1991, 1992, 1999)